# Batalha de Venta del Pozo
A Batalha de Venta del Pozo, também conhecida como Batalha de Villodrigo pelos franceses e espanhóis, foi uma ação de retaguarda travada como parte da Guerra Peninsular, em 23 de outubro de 1812, entre uma força anglo-germânica liderada pelo General de Divisão Stapleton Cotton contra a cavalaria francesa sob o comando dos Generais de Divisão Jean-Baptiste Théodore Curto e Pierre François Xavier Boyer. O resultado foi uma vitória francesa.

## Antecedentes
O Exército Anglo-Português de Arthur Wellesley, 1.º Duque de Wellington desistiu do seu malsucedido Cerco de Burgos em 21 de outubro de 1812 e recuou para sudoeste, em direção a Torquemada. O exército de 35.000 homens de Wellington foi perseguido pelo Exército de Portugal, reforçado pelo General de Divisão Joseph Souham, com 53.000 soldados.

## Forças
A retaguarda do General Stapleton Cotton incluía a brigada King's German Legion (KGL) do Coronel Colin Halkett (1º e 2º Batalhões Leves da KGL), a brigada de cavalaria leve do General George Anson (11º, 12º e 16º Regimentos de Dragões Leves), a brigada de cavalaria pesada do General Eberhardt Otto George von Bock (1º e 2º Regimentos de Dragões da KGL) e a 1ª Bateria da Artilharia Real Montada de Norman Ramsay, com seis canhões. A força total era de 2.800 homens. 
A brigada de cavalaria leve de Curto era composta pelo 3º Regimentos de Hussardos e pelos remanescentes dos 13º, 14º, 22º, 26º e 28º Regimentos de Caçadores. A Brigada de Dragões de Boyer incluía os 6º, 11º, 15º e 25º Regimentos de Dragões. O Coronel Faverot, responsável pelo 15º Regimento de Caçadores e Lanceiros Ligeiros da Cavalaria do Ducado de Berg, e o Coronel Béteille, chefe da elite da Gendarmaria, também cavalgavam com a guarda avançada. A força francesa contava com 3.200 homens.

## Batalha
Em 23 de outubro, Cotton posicionou sua cavalaria em frente a uma ponte de pedra onde a rodovia principal cruzava um leito de riacho profundo e seco. Ele planejava emboscar a guarda avançada francesa. À medida que os franceses se aproximassem, a cavalaria de Anson cruzaria a ponte em fila e, presumivelmente, os franceses a seguiriam de perto. Após a travessia, os canhões de Ramsay abririam fogo contra eles e os dragões de Bock os atacariam.

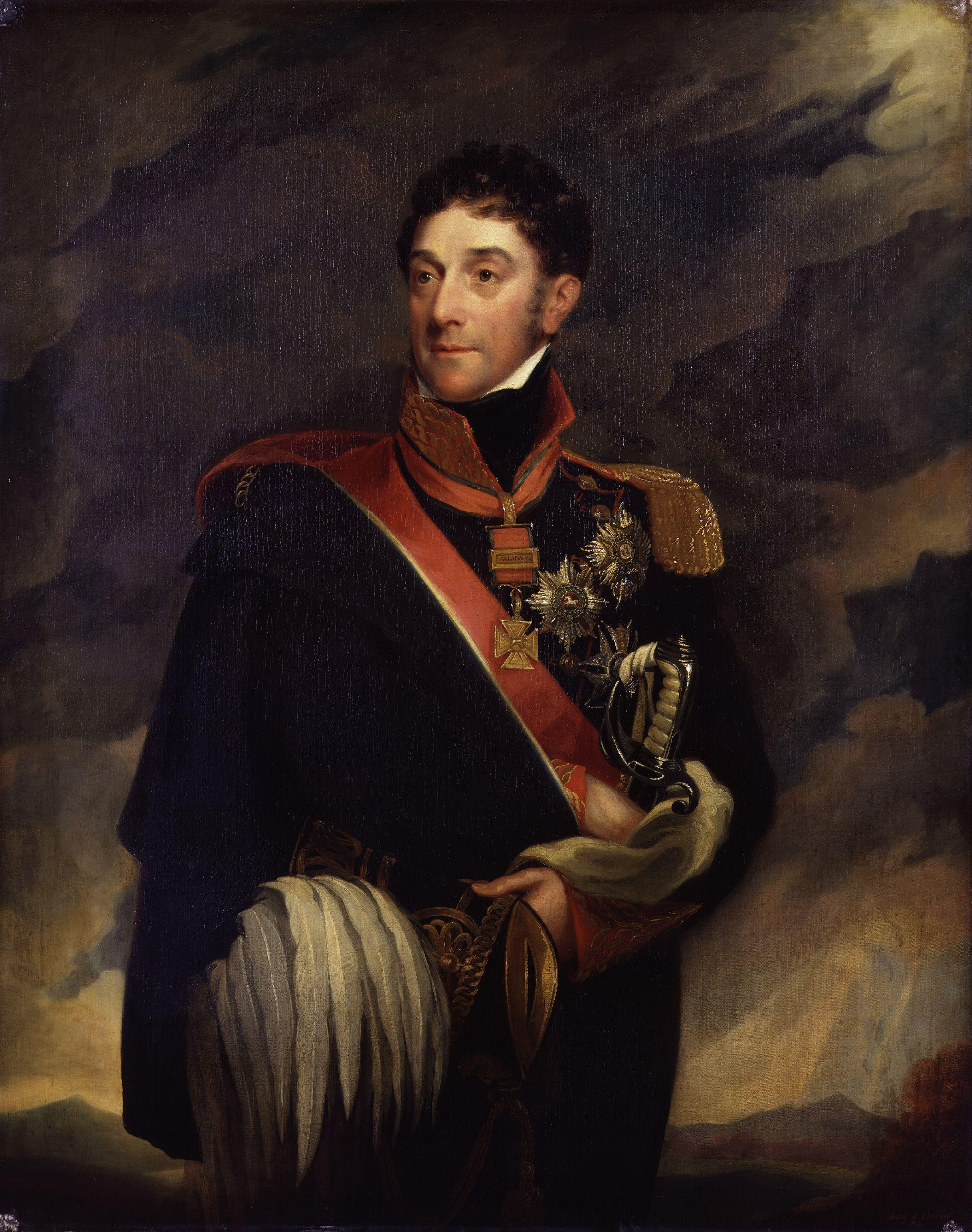
Stapleton Cotton, 1º Visconde de Combermere.

Enquanto isso, no flanco esquerdo britânico, os hussardos de Curto cruzaram o leito seco do rio mais acima e atacaram os espanhóis montados sob o comando de Marquinez, posicionados nas colinas com vista para o campo de batalha. À medida que os espanhóis desciam as colinas, perseguidos de perto pelos hussardos franceses, toda a massa caiu sobre o 16º Regimento de Dragões Ligeiros, que foi simultaneamente atacado pelos dragões franceses que haviam cruzado a ponte.
O 16º Regimento de Dragões Ligeiros recuou em completa confusão e virou na direção errada, bloqueando os canhões de Ramsay e a zona de ataque pretendida por Bock. Os Lanceiros de Berg, o 15º regimento de Caçadores e os Gendarmes chegaram então em linha em direção ao leito do rio, que encontraram intransitável. Rapidamente viraram à direita, atravessaram a ponte a trote, viraram à esquerda e formaram uma linha à frente da brigada de cavalaria pesada de Bock. O esquadrão de lanceiros Berg posicionou-se mais próximo da ponte, seguido pelos cinco esquadrões do 15º Regimento de Hussardos e, finalmente, pelos quatro esquadrões de Gendarmes.
Às 17h, antes que os dois últimos esquadrões da Gendarmeria terminassem de se posicionar, os Dragões de Bock atacaram em duas linhas. A primeira linha de três esquadrões recuava quando a segunda linha entrou em combate corpo a corpo. Pouco antes desse ataque, os dois últimos esquadrões da Gendarmeria conseguiram se posicionar de forma a atacar ambas as linhas de Dragões em seu flanco direito. Seguiram-se de oito a dez minutos de combate acirrado, ignorados por ambos os exércitos nas colinas circundantes.

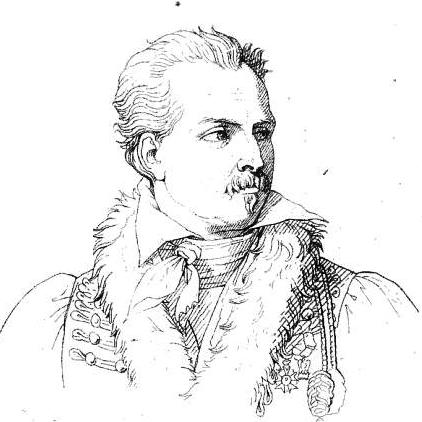
O barão Pierre Boyer.

Os homens de Bock recuaram em desordem, seguidos pela brigada de Anson. Logo foram flanqueados por ambos os lados, à medida que mais dragões franceses avançavam em sua direção, fazendo com que a cavalaria britânica se dispersasse em completa confusão. Finalmente, reagruparam-se atrás dos dois batalhões de infantaria da KGL de Halkett, enquanto os Gendarmes, o 15º de Regimento de Caçadores e os Lanceiros de Berg pararam para também se reagruparem. Os dragões de Boyer atacaram e derrotaram os dragões de Bock pela segunda vez. Wellington, chegando ao campo, ordenou que os esquadrões de Halkett atirassem contra os dragões franceses, que atacaram os esquadrões três vezes sem sucesso antes de recuar. A chegada da infantaria francesa forçou então a força anglo-germânica a recuar, mas em boa ordem. Cotton se distinguiu por sua "frieza, discernimento e bravura".
Os Aliados perderam 165 mortos e feridos e 65 capturados. Os franceses perderam entre 200 e 300 militares. Outras fontes afirmam que os Aliados perderam 250 mortos e feridos e 85 prisioneiros, cinco dos quais eram oficiais, enquanto os franceses tiveram 7 mortos e 134 feridos. Um deles foi o Coronel Jean-Alexis Béteille, que foi deixado para morrer no campo de batalha após receber doze ferimentos de espada (oito na cabeça, um dos quais rachou seu crânio, e quatro na mão esquerda). Cirurgiões franceses conseguiram salvá-lo. Vários meses depois, ele foi nomeado general de brigada e oficial da Legião de Honra pelo próprio Napoleão Bonaparte.

## Honras de batalha
Os 1º e 2º batalhões leves alemães do KGL usaram a honra de batalha "Venta del Pozo" até 1918, em seu serviço subsequente nos exércitos hanoveriano e prussiano.

## leitura adicional
- Beamish, N. Ludlow (1997) [1832–37]. History of the King's German Legion Vol. 2. [S.l.]: Naval and Military Press. ISBN 0-9522011-0-0
- Gates, David (2001). The Spanish Ulcer: A History of the Peninsular War. [S.l.]: Da Capo Press. ISBN 0-306-81083-2
- Martin, E. (1998). La Gendarmerie Française en Espagne et en Portugal. [S.l.]: Terana. ISBN 2-904221-24-7
- Napier, W. (1842). History of the Peninsular War, Vol.3. [S.l.]: Carey and Hart
- Napier, William (1828). History of the war in the Peninsula and in the south of France. III. [S.l.]: London : T. & W. Boone. Consultado em 30 de maio de 2021